# No Way Back/Cold Day in the Sun
No Way Back/Cold Day in the Sun è un singolo dei Foo Fighters, il quarto estratto dall'album In Your Honor. Esso è un doppio lato A costituito dalle tracce No Way Back, presente nel primo disco dell'album, e Cold Day in the Sun, presente nel secondo.
No Way Back fa parte della colonna sonora del videogioco Madden NFL 06 ed è inclusa in Guitar Hero: Warriors of Rock. Il video del brano mostra il gruppo in alcune tappe del tour, soprattutto in Europa.
Cold Day in the Sun invece è il primo singolo del gruppo a figurare alla voce il batterista Taylor Hawkins, mentre Dave Grohl suona la batteria. Per il brano non venne realizzato alcun video.

## Tracce
1. No Way Back - 3:17
2. Cold Day in the Sun - 3:23
3. Best of You (dal vivo al Supertop, Auckland, Nuova Zelanda; 26 novembre 2005) - 6:23

## Formazione
Gruppo
- Dave Grohl – voce, batteria
- Chris Shiflett – chitarra
- Nate Mendel – basso
- Taylor Hawkins – batteria, voce

Altri musicisti
- Rami Jaffee – tastiera
- Nick Raskulinecz – basso

## Classifiche
| Classifica (2006)             | Posizione massima |
| ----------------------------- | ----------------- |
| Regno Unito                   | 64                |
| Stati Uniti (alternative)     | 2                 |
| Stati Uniti (mainstream rock) | 6                 |